# Falkenberg
Falkenberg je město v kraji Halland ve Švédsku. V roce 2019 mělo 27 813 obyvatel. Nachází se u ústí řeky Ätran. Název doslova znamená Sokolí hora. Falkenberg je v létě oblíbenou turistickou destinací.

## Historie
Na počátku 13. století nechal dánský král postavit pevnost na východním břehu řeky Ätran. Halland byl v té době součástí Dánska. Je známo, že se v oblasti dříve provozovalo sokolnictví.
Oblast severně od Ätranu byla postupem let střídavě norská nebo švédská. Kolem roku 1300 zde byl postaven kostel. Od 14. století až do severské sedmileté války (1563-1570) se v blízkosti původního města nacházelo druhé město, Ny-Falkenberg (Nový Falkenberg), bylo ale zničeno vojsky Engelbrekta Engelbrektssona v roce 1434. Město získalo trhové právo nejpozději v roce 1558.
Spolu se zbytkem Hallandu měl být Falkenberg od roku 1645 dočasně v moci Švédska v souladu se smlouvou z Brömsebro přijetou toho roku. Smlouva z Roskilde o třináct let však později učinila provincii švédskou trvale. Po dlouhou dobu se město snažilo udržet si svá privilegia v oblasti obchodu a jurisdikce z dánských dob. Stejně jako zbytek kraje se město a okolí začalo pomalu industrializovat až koncem 19. století. Ve 20. století si Falkenberg získal pověst přímořského letoviska.

## Umístění a doprava
Falkenberg se nachází podél tradiční obchodní cesty podél západního pobřeží Švédska, asi 45 km severozápadně od Halmstadu a 105 km jižně od Göteborgu. Těsně za městem vede dvouproudová evropská silnice E6 a západní pobřežní dráha (trať Lund-Göteborg). Město zároveň obsluhuje sedm autobusových linek.

## Partnerská města
- Hnězdno, Polsko